# 8043 Fukuhara
8043 Fukuhara eller 1994 XE1 är en asteroid i huvudbältet som upptäcktes den 6 december 1994 av den japanska astronomen Takao Kobayashi vid Ōizumi-observatoriet. Den är uppkallad efter amatörastronommen Naohito Fukuhara.
Asteroiden har en diameter på ungefär 5 kilometer.